# Association canadienne des ataxies familiales
L'Association canadienne des ataxies familiales - Fondation Claude Saint-Jean est fondée en 1972.
Les buts de l'Association sont : 
- Grouper en association les personnes qui sont atteintes d'ataxie familiale et des personnes qui sont impliquées sur le plan personnel par le soutien ou sur le plan professionnel via les soins ou la recherche.

- Sensibiliser les professionnels de la santé, les décideurs politiques et la population en général à la maladie ainsi que ses impacts sur la santé physique et psychologique, sur l'emploi et sur les aspects financiers des personnes atteintes.

- Promouvoir, protéger et développer les intérêts économiques, sociaux, professionnels et de loisirs des personnes ataxiques.

- Faire avancer la recherche sur les ataxies familiales en vue d'intervenir tant sur les causes que sur les effets.

- Informer les membres et les partenaires des activités relatives aux ataxies familiales (recherche, publications, activités, etc.) en éditant une revue.

- Organiser et tenir des conférences, réunions, expositions pour fins d'informations.

- Générer des revenus par le biais de campagne de levée de fonds, d'activités, de souscriptions volontaires, de demandes de subvention, commandites, et de legs testamentaires, afin de réaliser la mission de l'Association.